# Ghorwane
Ghorwane é uma banda moçambicana formada em 1983. O nome da banda foi inspirado em um lago, do distrito de Chibuto, terra natal de Pedro Langa na província de Gaza. O seu estilo é uma combinação da tradicional música de Moçambique, afropop e fusion. As músicas da banda são cantadas nas línguas locais, incluindo o XiChangana. A banda foi formada por Pedro Langa, que foi assassinado em 2001. O álbum VANA VA NDOTA lançado em 2005 foi dedicado à Zeca Alage (1959-1993), também assassinado e Pedro Langa (1959-2001).

## Discografia
- 1993: Majurugenta
- 1994: Não é preciso empurrar (trilha sonora)
- 1997: Kudumba'
- 2000: Mozambique Relief
- 2005: VANA VA NDOTA
- 2015: Kukavata